# OUT OF 48
『OUT OF 48』（アウト・オブ・フォーティーエイト）は、2023年4月21日（20日深夜）から2024年3月29日（28日深夜）まで日本テレビ（関東ローカル）で放送されていたドキュメンタリーバラエティ番組で、AKB48の冠番組である。

## 概要
番組開始から9月1日（8月31日深夜）放送分までは、AKB48を運営する株式会社DHが主催、日本テレビの協力により、同グループの現役メンバーおよび研究生と一般応募者が同じ選考条件で行われる「OUT OF 48オーディション」に密着。結成17年の歴史を持つAKB48の良さを最大限に生かしつつ、今までとは異なる「ガーリー・ポップ×ダンスナンバー」のイメージを押し出した新たなグループの誕生を目指す。新アイドルグループのプロデューサーは秋元康ではなく、新たに「株式会社blowout」の一ノ宮佑貴が務める。このオーディションの最終合格者7名により「UNLAME」（アンレイム）が結成された。
同年9月8日（7日深夜）放送分より、UNLAMEメンバー7名の活動の軌跡を届ける企画「OUT OF 48 -UNLAME FRAME- 」（…アンレイム・フレイム）が開始された。
2024年2月16日（15日深夜）放送分からは上記企画を継続する上で、正規メンバー昇格を目指すAKB48 17期研究生による新企画が始動する。

## 出演者

### OUT OF 48オーディション

#### スタジオ出演者
- 前田公輝（俳優、OUT OF 48 応援隊長）[4][注 1]
- 柏木由紀（AKB48、コメンテーター）[4]
- 町田浩徳（日本テレビアナウンサー、進行役）[注 2]

#### コーチ
- hana（世界で活躍するダンサーでありコレオグラファー、TWICE MOMOの実姉）[5]
- 近藤章裕（ボーカルディレクター、K-POPアーティストの育成を行う）[5]

### UNLAME FRAME
- UNLAME（メンバーを参照）

#### その他の出演者
- 柏木由紀（AKB48） - #23・24・48
- 牧野彰宏（DHマネジメント部） - #48

### AKB48 研究生企画
- AKB48 17期生（太田有紀、小濱心音、佐藤綺星、橋本恵理子、畠山希美、平田侑希、布袋百椛、正鋳真優、水島美結、山﨑空） - #42 - 48
- AKB48 19期研究生（伊藤百花、奥本カイリ、川村結衣、白鳥沙怜、花田藍衣） - #47

#### その他の出演者
- 柏木由紀（AKB48） - #43 - 45・47・48
- 町田浩徳（日本テレビアナウンサー） - #43 - 45 ※進行
- 牧野彰宏（DHマネジメント部） - #46・48
- Ruu（ダンサー・振付師・演出家） - #46
- 三ツ井裕美（振付師） - #47

## オーディション参加者

### AKB48
事前に22才以下のメンバー39名に対して「OUT OF 48」の趣旨説明を行い、自ら参加する意思を表明した38名を対象としてオーディションを開始した。
※以下、「最初の課題 ダンス審査」を「ROUND1」、「2つ目の課題 グループダンス審査」を「ROUND2」、「3つめの課題 ダンス・ボーカル審査」を「ROUND3」と略記する。
| 名前       | 合格期        | 最終結果         |
| ---------- | ------------- | ---------------- |
| 浅井七海   | 16期生        | ROUND3まで       |
| 小栗有以   | チーム8       | 最終審査まで     |
| 倉野尾成美 | チーム8       | 合格             |
| 黒須遥香   | 16期生        | ROUND1まで       |
| 齋藤陽菜   | ドラフト3期生 | ROUND2まで       |
| 坂川陽香   | チーム8       | 合格             |
| 坂口渚沙   | チーム8       | ROUND1まで       |
| 下尾みう   | チーム8       | 最終審査まで     |
| 鈴木くるみ | 16期生        | ROUND1まで       |
| 千葉恵里   | ドラフト2期生 | ROUND2途中で辞退 |
| 徳永羚海   | チーム8       | ROUND2まで       |
| 長友彩海   | 16期生        | ROUND2途中で辞退 |
| 永野芹佳   | チーム8       | ROUND2途中で辞退 |
| 武藤小麟   | 16期生        | ROUND1まで       |
| 橋本陽菜   | チーム8       | ROUND1まで       |
| 福岡聖菜   | 15期生        | ROUND2まで       |
| 山内瑞葵   | 16期生        | 最終審査まで     |
| 山田杏華   | チーム8       | ROUND1まで       |
| 山根涼羽   | 16期生        | ROUND1まで       |
| 小濱心音   | 17期研究生    | ROUND1まで       |
| 佐藤綺星   | 17期研究生    | 最終審査まで     |
| 橋本恵理子 | 17期研究生    | ROUND2まで       |
| 畠山希美   | 17期研究生    | ROUND1まで       |
| 平田侑希   | 17期研究生    | ROUND2途中で辞退 |
| 布袋百椛   | 17期研究生    | ROUND1まで       |
| 正鋳真優   | 17期研究生    | ROUND1まで       |
| 水島美結   | 17期研究生    | ROUND2まで       |
| 山﨑空     | 17期研究生    | 最終審査まで     |
| 秋山由奈   | 18期研究生    | ROUND3まで       |
| 新井彩永   | 18期研究生    | 合格             |
| 工藤華純   | 18期研究生    | ROUND2まで       |
| 久保姫菜乃 | 18期研究生    | 合格             |
| 迫由芽実   | 18期研究生    | ROUND3まで       |
| 成田香姫奈 | 18期研究生    | ROUND3まで       |
| 八木愛月   | 18期研究生    | ROUND3まで       |
| 山口結愛   | 18期研究生    | 合格             |

### 一般参加者
| 名前       | 仮名            | 年齢 | 最終結果     | |
| ---------- | --------------- | ---- | ------------ | --------------------------------------------------------------------------------------------------- |
| 岩本愛加   | いわもと あいか | 21歳 | ROUND2まで   | 現「Gran☆Ciel」麻乃愛可                                                                             |
| 柿元礼愛   | かきもと れな   | 17歳 | ROUND2まで   | |
| 加藤美琴   | かとうみこと    | 16歳 | ROUND2まで   | 元「RAVE 塾 Wteen チームB」                                                                         |
| 鹿又茉奈   | かのまた まな   | 22歳 | ROUND2まで   | モデル 「キャンパスコレクション2021札幌」出演                                                       |
| 佐藤涼風   | さとう すずか   | 17歳 | 合格         | 元地下アイドル「天照」                                                                              |
| 杉井美咲   | すぎい みさき   | 16歳 | ROUND2まで   | 「女子高生ミスコン2022」モデルプレス賞 受賞                                                         |
| 鈴木愛來   | すずき さら     | 16歳 | ROUND2まで   | 元「Shibu3 project イエロークラス」                                                                 |
| 田中怜衣   | たなか れい     | 16歳 | 最終審査まで | |
| 陳佐沙     | ちぇん さしゃ   | 20歳 | ROUND3まで   | |
| 永井くるみ | ながい くるみ   | 18歳 | 最終審査まで | 現「MAPA」 刀歌くる美                                                                               |
| 中村釉香   | なかむら ゆうか | 17歳 | 合格         | |
| 中森美琴   | なかもり みこと | 21歳 | ROUND2まで   | 双子ユニット「みことね」                                                                            |
| 成石亜里紗 | なるいし ありさ | 14歳 | ROUND3まで   | ミュージカル「アニー」2019年公演テシー役 出演                                                       |
| 西嶋留花   | にしじま るか   | 13歳 | ROUND2まで   | |
| 畠井心優   | はたい みゆう   | 13歳 | ROUND2まで   | |
| 古山菜々美 | ふるやま ななみ | 18歳 | ROUND3まで   | 元「三重高等学校ダンス部SERIOUS FLAVOR」 「全日本高等学校チームダンス選手権」ソロバトル優勝         |
| 松浦由依   | まつうら ゆい   | 15歳 | ROUND2まで   | |
| 松尾咲良   | まつお さら     | 21歳 | ROUND2まで   | |
| 松本乙華   | まつもと おとか | 13歳 | ROUND3まで   | 子役 舞台「細雪」出演                                                                               |
| 村上絢葉   | むらかみ あやは | 13歳 | ROUND2まで   | 子役 ジョビィキッズ所属                                                                             |
| 山崎楓花   | やまざき ふうか | 22歳 | ROUND2まで   | SKE48 10期生オーディション参加                                                                      |
| 若林優奈   | わかばやし ゆな | 16歳 | ROUND2まで   | AKB48 18期生オーディション参加                                                                      |
| 渡邊花恋   | わたなべ かれん | 13歳 | ROUND3まで   | モデル SPCAST(エスピーキャスト)所属 2021ジュニアアースジャパン日本大会 ラベンダー部門ファイナリスト |

※番組放送当時の年齢
募集期間：2023年2月23日 (木) 26:29 - 2023年3月19日 (日) 23:59
審査内容：1次審査（書類審査）、2次審査（オンライン）、3次審査（面談審査）、4次審査（ダンス歌唱審査）を経て、番組で行われる最終審査に参加する人数は当初24名となっていたが、4次審査の合格発表翌日に1名が辞退したため23名が「OUT OF 48」に出演した。

## 審査

### ROUND1：ダンス審査
オーディションへの参加を決意した現役メンバーに最初の課題「ダンス審査」が出された。内容はhanaコーチが振り付けをしたダンスを2週間の間でフルコーラス覚えてくる。審査の結果、現役メンバー候補者は38人から24人に絞られる。（番組：第1話 - 第3話）
- 審査基準:ダンスのスキル、伸びしろ、新グループに合うか
- 課題曲：曲名／Your Super Girl（番組テーマ曲）、振付／hana

| 合否 | メンバー | 人数 |
| ---- | --- | ---- |
| 合格 | 秋山由奈、浅井七海、新井彩永、小栗有以、工藤華純、久保姫菜乃、倉野尾成美、齋藤陽菜、坂川陽香、迫由芽実、佐藤綺星、下尾みう、千葉恵里、徳永羚海、長友彩海、永野芹佳、成田香姫奈、橋本恵理子、平田侑希、福岡聖菜、水島美結、八木愛月、山内瑞葵、山口結愛、山﨑空 | 25人 |
| 脱落 | 黒須遥香、坂口渚沙、鈴木くるみ、橋本陽菜、武藤小麟、山田杏華、山根涼羽、小濱心音、畠山希美、布袋百椛、正鋳真優 | 11人 |

※一般候補者24人のうち1名が辞退したため、最初の課題で一旦は脱落となったAKB48メンバーの山口結愛が復活当選となり、AKB48メンバー25人、一般候補者23人の合計48人で2つ目の課題に進んだ。

### ROUND2：グループダンス審査

#### グループダンス審査
現役メンバー25人と一般候補者23人の合計48人が6人×8チームを作り、8曲の課題曲のグループダンス審査に臨む。課題曲は挙手で決定し、希望が重なる場合にはジャンケンで決める。練習期間は１か月。審査の結果、48人から24人に絞られる。（番組：第4話 - 第10話）
| チーム名     | リーダー   | メンバー                                           | 課題曲                    | 原曲者  |
| ------------ | ---------- | -------------------------------------------------- | ------------------------- | ------- |
| チーム倉野尾 | 倉野尾成美 | 永野芹佳、山口結愛、八木愛月、田中怜衣、鹿又茉奈   | ごめんなさいのKissing You | E-girls |
| チーム山内   | 山内瑞葵   | 千葉恵里、若林優奈、西嶋留花、工藤華純、加藤美琴   | ミスター                  | KARA    |
| チーム小栗   | 小栗有以   | 山﨑空、新井彩永、福岡聖菜、成石亜里紗、永井くるみ | Candy Pop                 | TWICE   |
| チーム迫     | 迫由芽実   | 秋山由奈、水島美結、山崎楓花、佐藤涼風、成田香姫奈 | レーザービーム            | Perfume |
| チーム佐藤   | 佐藤綺星   | 浅井七海、坂川陽香、平田侑希、松本乙華、松尾咲良   | WANNABE                   | ITZY    |
| チーム下尾   | 下尾みう   | 陳佐沙、齋藤陽菜、松浦由依、杉井美咲、村上絢葉     | FIESTA                    | IZ*ONE  |
| チーム古山   | 古山菜々美 | 中村釉香、徳永羚海、長友彩海、久保姫菜乃、畠井心優 | LOVE DIVE                 | IVE     |
| チーム中森   | 中森美琴   | 渡邊花恋、岩本愛加、鈴木愛來、柿元礼愛、橋本恵理子 | Make you happy            | NiziU   |

#### 歌唱審査
候補者の今の歌唱に対する現状を見るために歌唱審査が追加された。全員が同じ曲をソロ歌唱する個人審査となる。課題曲は、Adoの「私は最強」。
※自己都合によりさらに千葉恵里、永野芹佳、長友彩海、平田侑希のAKB48メンバー4人が辞退し、審査途中から44人が次のステップに進んだ。
| 合否 | 所属     | メンバー | 人数 |
| ---- | -------- | --- | ---- |
| 合格 | AKB48    | 1位 倉野尾成美、2位 小栗有以、3位 佐藤綺星、4位 浅井七海、5位 坂川陽香、6位 下尾みう、8位 山内瑞葵、14位 迫由芽実、16位 成田香姫奈、17位 山口結愛、19位 久保姫菜乃、20位 新井彩永、22位 秋山由奈、23位 山﨑空、24位 八木愛月 | 15人 |
| 合格 | 一般参加 | 7位 陳佐沙、9位 古山菜々美、10位 渡邉花恋、11位 中村釉香、12位 田中怜衣、13位 佐藤涼風、15位 成石亜里紗、18位 永井くるみ、21位 松本乙華                                                                                      | 9人  |
| 脱落 | AKB48    | 齋藤陽菜、徳永羚海、福岡聖菜、水島美結、工藤華純 | 5人  |
| 脱落 | 一般参加 | 岩本愛加、柿元礼愛、加藤美琴、鹿又茉奈、杉井美咲、鈴木愛來、中森美琴、西嶋留花、畠井心優、松浦由依、松尾咲良、村上絢葉、山崎楓花、若林優奈                                                                                   | 14人 |

審査の結果、AKB48メンバー15人、一般参加者9人の合計24人が次の関門に進んだ。合格者は成績順に順位とともに読み上げられた。
※福岡聖菜、永野芹佳、山根涼羽の3人は運営サイドから参加者内部の状況把握のために「内通者」という設定のもとで参加していたと発表された。

### ROUND3：ダンス・ボーカル審査
24人が6人×4チームとなり、同じ課題曲でダンス＆ボーカル審査に臨む。メンバー構成はあらかじめ主催者サイドにより決められている。課題曲はSPEEDの「Body&Soul」。プロデューサーがイメージをしているグループは「SPEED」であり、新グループの目指す方向性は統一感よりも個性や表現力を重視するガールズグループであり、今回のダンス・ボーカル審査にも反映される。
審査の結果、24人から14人に絞られる。（番組：第10話 - 第15話）
| チーム名 | メンバー                                                         |
| -------- | ---------------------------------------------------------------- |
| Aチーム  | 倉野尾成美、坂川陽香、陳佐沙、迫由芽実、松本乙華、秋山由奈       |
| Bチーム  | 小栗有以、古山菜々美、佐藤涼風、成石亜里紗、山口結愛、久保姫菜乃 |
| Cチーム  | 佐藤綺星、下尾みう、渡邊花恋、成田香姫奈、八木愛月、永井くるみ   |
| Dチーム  | 浅井七海、山内瑞葵、中村釉香、田中怜衣、新井彩永、山﨑空         |

| 合否 | 所属     | メンバー                                                                                             | 人数 |
| ---- | -------- | --- | ---- |
| 合格 | AKB48    | 倉野尾成美、小栗有以、下尾みう、山内瑞葵、坂川陽香、佐藤綺星、山﨑空、新井彩永、久保姫菜乃、山口結愛 | 10人 |
| 合格 | 一般参加 | 佐藤涼風、田中怜衣、永井くるみ、中村釉香                                                             | 4人  |
| 脱落 | AKB48    | 浅井七海、秋山由奈、迫由芽実、成田香姫奈、八木愛月                                                   | 5人  |
| 脱落 | 一般参加 | 陳佐沙、松本乙華、古山菜々美、成石亜里紗、渡邊花恋                                                   | 5人  |

審査の結果、AKB48メンバー10人、一般参加者4人の合計14人が次の関門に進んだ。

### 最終審査：ダンス＆ボーカル審査とソロ歌唱
いよいよ最終審査となり、２つの審査が実施される。一つ目がグループでのダンス＆ボーカルの審査。2つ目がソロの歌唱を中心としたパフォーマンス審査。両審査ではAKB48劇場で観客の前でパフォーマンスを行う。およそ1か月間の準備期間が用意された。（番組：第15話 - 第20話）

#### ダンス＆ボーカル審査
グループでのダンス＆ボーカル審査の課題曲はAIの「ハピネス」。
| チーム名 | メンバー                                                                 |
| -------- | ------------------------------------------------------------------------ |
| Aチーム  | 山内瑞葵、倉野尾成美、佐藤綺星、山口結愛、新井彩永、永井くるみ、田中怜衣 |
| Bチーム  | 小栗有以、下尾みう、坂川陽香、山﨑空、久保姫菜乃、中村釉香、佐藤涼風     |

#### ソロ歌唱
用意された4つの課題曲の中から各自が1曲を選びソロ歌唱のパフォーマンスを行う。
| 課題曲      | 原曲者       | メンバー                                             |
| ----------- | ------------ | ---------------------------------------------------- |
| First Love  | 宇多田ヒカル | 小栗有以、下尾みう、佐藤涼風、中村釉香               |
| Best Friend | 西野カナ     | 佐藤綺星、山口結愛、山﨑空                           |
| アイドル    | YOASOBI      | 倉野尾成美、田中怜衣、山内瑞葵、久保姫菜乃、坂川陽香 |
| 愛の花      | あいみょん   | 新井彩永、永井くるみ                                 |

## 新グループメンバー決定
最終審査の結果、7人が新ガールズグループのメンバーとして活動することが決定した。（第20話）
| 名前   | 本名       | 本名            | AKB48／一般             | 年齢 | 備考              |
| 名前   | 漢字       | 仮名            | AKB48／一般             | 年齢 | 備考              |
| ------ | ---------- | --------------- | ----------------------- | ---- | ----------------- |
| HINANO | 久保姫菜乃 | くぼ ひなの     | AKB48 18期生            | 17歳 |                   |
| HIYUKA | 坂川陽香   | さかがわ ひゆか | AKB48 元チーム8福井代表 | 16歳 |                   |
| NARUMI | 倉野尾成美 | くらのお なるみ | AKB48 元チーム8熊本代表 | 22歳 | 2024年3月31日卒業 |
| SAE    | 新井彩永   | あらい さえ     | AKB48 18期生            | 17歳 |                   |
| SUZUKA | 佐藤涼風   | さとう すずか   | 一般参加                | 17歳 |                   |
| YUI    | 山口結愛   | やまぐち ゆい   | AKB48 18期生            | 14歳 |                   |
| YUKA   | 中村釉香   | なかむら ゆうか | 一般参加                | 17歳 | 2024年6月23日卒業 |

さらに新グループについて以下の発表があった。
- 新ガールズグループ名：UNLAME（アンレイム）[注 4]
- プレデビューシングルアルバム『I am I』（表題曲と「Prismatic...」の2曲）が2023年9月2日にリリースされた。
- 『第37回マイナビ東京ガールズコレクション2023AUTUMN／WINTER』（さいたまスーパーアリーナ・2023年9月2日開催）でオープニングアクトを行いお披露目をした。
- 第48回の放送にて、NARUMI（倉野尾成美）がAKB48グループ総監督（4代目）に就任したため、両立は難しいと判断し今後はメンバー6人で活動していくと伝えられた[76]。

## 放送日程

### 2023年
| 話数   | 放送日   | 放送時間    | タイトル                                         | 放送内容 | 出典・備考 |
| ------ | -------- | ----------- | ------------------------------------------------ | --- | ---------- |
| 第1話  | 4月21日  | 1:59 - 2:29 | OUT OF 48                                        | 一体何人の現役メンバーがオーディションへの参加を決意するのか | [ 28 ]     |
| 第2話  | 4月28日  | 2:29 - 2:59 | AKBメンバーが僅か2週間でダンス審査！             | 現役メンバー対象の最初の審査スタート | [ 27 ]     |
| 第3話  | 5月5日   | 1:59 - 2:29 | AKBメンバーと一般候補者がいよいよ合流            | ダンス審査合格者発表 一般応募合格者発表 | [ 29 ]     |
| 第4話  | 5月12日  | 1:29 - 1:59 | 次の課題はドラフト                               | 8人のリーダーがチームメンバーを指名 1巡目 | [ 30 ]     |
| 第5話  | 5月19日  | 1:59 - 2:29 | ドラフトでAKB48と一般応募者の混成チーム誕生！    | リーダーが2人目以降を指名 | [ 31 ]     |
| 第6話  | 5月26日  | 2:29 - 2:59 | 作ったチームで課題に取り組む！                   | 8曲の課題曲発表 | [ 77 ]     |
| 第7話  | 6月2日   | 1:34 - 2:04 | チームでダンス練習、そして歌唱審査へ…！          | 追加の歌唱審査が発表される | [ 78 ]     |
| 第8話  | 6月9日   | 1:29 - 1:59 | AKB48と一般応募混合のダンス審査へ…！             | グループダンス審査 開始 | [ 79 ]     |
| 第9話  | 6月16日  | 1:29 - 1:59 | AKB48と一般応募混合のダンス審査後半戦！          | グループダンス審査 後半戦 | [ 80 ]     |
| 第10話 | 6月23日  | 1:59 - 2:29 | 歌唱ダンス審査終了！次に進む24名は？！           | 審査結果発表 48名から24名に | [ 32 ]     |
| 第11話 | 6月30日  | 2:29 - 2:59 | 6人×4チームでレッスン始動！                      | Aチーム Bチームのレッスンの模様 | [ 52 ]     |
| 第12話 | 7月7日   | 1:29 - 1:59 | 6人×4チームでレッスン！Cチーム＆Dチーム          | Cチーム Dチームのレッスンの模様 | [ 81 ]     |
| 第13話 | 7月14日  | 1:29 - 1:59 | 6人×4チームで、いよいよ審査本番へ！              | ダンス＆ボーカル審査 前半戦 | [ 82 ]     |
| 第14話 | 7月21日  | 1:59 - 2:29 | 6人チームで審査本番！後半2チームが登場           | ダンス＆ボーカル審査 後半戦 | [ 83 ]     |
| 第15話 | 7月28日  | 2:29 - 2:59 | 次の審査に進む14人に残るのは一体誰に！？         | 審査結果発表 24名から14名に | [ 53 ]     |
| 第16話 | 8月4日   | 1:29 - 1:59 | 最終審査直前！14人の候補者たちは何を思うのか     | 候補者にインタビュー 前編 | [ 84 ]     |
| 第17話 | 8月11日  | 1:29 - 1:59 | 最終審査直前！14人の候補者たちは何を思うのか後編 | 候補者にインタビュー 後編 | [ 85 ]     |
| 第18話 | 8月18日  | 1:34 - 2:04 | ついに最終審査！お客さんの前でソロ歌唱を披露     | Aチームのソロ歌唱・グループダンス＆ボーカル | [ 58 ]     |
| 第19話 | 8月25日  | 2:04 - 2:34 | 最終審査！ソロ歌唱＆グループ審査後半戦！         | Bチームのソロ歌唱・グループダンス＆ボーカル | [ 59 ]     |
| 第20話 | 9月1日   | 2:14 - 2:44 | オーディション最終審査。ついに結果発表…！        | いよいよデビューメンバー発表 14名から7名に | [ 86 ]     |
| 第21話 | 9月8日   | 1:39 - 2:09 | 【UNLAME初番組始動】楽曲レコーディングの裏側     | ボーカルレッスンとレコーディングの裏側に密着 | [ 87 ]     |
| 第22話 | 9月15日  | 1:39 - 2:09 | 【UNLAME（アンレイム）】MV撮影の裏側に密着！     | プレデビュー曲「I am I」のダンスの振り入れとMV撮影の様子 | [ 88 ]     |
| 第23話 | 9月22日  | 2:09 - 2:39 | 【UNLAME初番組】TGCへの最終調整＆柏木由紀対談    | UNLAME お披露目ステージTGC裏側密着、柏木由紀×UNLAME 初がっつりトーク                                                                                                | [ 89 ]     |
| 第24話 | 9月29日  | 2:09 - 2:39 | 【UNLAME】TGCお披露目の舞台裏に密着！            | TGC前日のリハーサル・当日のお披露目ステージの情景 | [ 90 ]     |
| 第25話 | 10月6日  | 1:09 - 1:39 | 「Who is UNLAME？」デビューの軌跡と展望          | メンバー6人それぞれのデビューまでの振り返りとこれからに掛ける思い、番組出演の決定と新曲の作曲家を紹介                                                               | [ 91 ]     |
| 第26話 | 10月13日 | 0:59 - 1:29 | 「真夜中の微熱」10月新曲が始動！                 | 10月リリース予定の新曲のトレーニング、配信番組でのファンクラブイベントの告知、レコーディングの模様を紹介                                                            | [ 92 ]     |
| 第27話 | 10月20日 | 0:59 - 1:29 | UNLAME初ファンミの裏側に密着！                   | UNLAME初のファンミーティングまでの準備の様子と実際のファンミの模様を紹介                                                                                            | [ 93 ]     |
| 第28話 | 10月27日 | 1:59 - 2:29 | 初の音楽番組収録＆メンバーへ即興クエスチョン！   | 11月10日放送の『バズリズム02』の収録の模様を紹介 | [ 94 ]     |
| 第29話 | 11月3日  | 0:59 - 1:29 | UNLAMEで一番○○なのは誰？                         | UNLAME「I am I」の現状の再生回数を報告、HINANO＆SUZUKAがhanaのダンスレッスンを受ける                                                                                | [ 95 ]     |
| 第30話 | 11月10日 | 1:04 - 1:34 | 新曲「真夜中の微熱」完成＆無音ダンスに挑戦！     | 新曲「真夜中の微熱」の完成とメンバーへのお披露目、UNLAMEのメンバーが「I am I」の無音ダンスに挑戦                                                                    | [ 96 ]     |
| 第31話 | 11月17日 | 0:59 - 1:29 | 「真夜中の微熱」ダンス練習、そして初披露へ…！    | 初の有料ファンミーティング 裏側密着、新曲「真夜中の微熱」初披露、渋谷スクランブル交差点をジャック                                                                   | [ 97 ]     |
| 第32話 | 11月24日 | 0:59 - 1:29 | チャレンジ！7人で目指せカラオケ高得点            | UNLAMEがカラオケで7人合計で645点にチャレンジ | [ 98 ]     |
| 第33話 | 12月1日  | 1:59 - 2:29 | LIVE2023に完全密着SP！                           | バズリズムLIVE2023に完全密着、IVEの裏側を紹介 | [ 99 ]     |
| 第34話 | 12月8日  | 1:29 - 1:59 | 泣きの再チャレンジ！7人で目指せカラオケ高得点    | 前回のカラオケチャレンジでは7人合計で645点まで一歩及ばずに失敗。そこで泣きのもう一回、再チャレンジを行う。1月リリース楽曲のデモテープが完成、タイトルは「UNLAME」。 | [ 100 ]    |
| 第35話 | 12月15日 | 1:29 - 1:59 | UNLAME チャレンジ企画「踊ってみた」              | | [ 101 ]    |
| 第36話 | 12月21日 | 1:59 - 2:29 | 2024年の運勢を占ってもらおう！                   | | [ 102 ]    |

### 2024年
| 話数   | 放送日  | 放送時間    | タイトル                                           | 放送内容 | 出典・備考 |
| ------ | ------- | ----------- | -------------------------------------------------- | -------- | ---------- |
| 第37話 | 1月12日 | 1:35 - 2:05 | 新曲「UNLAME」のレコーディングに密着！             |          | [ 103 ]    |
| 第38話 | 1月19日 | 2:05 - 2:35 | UNLAMEメンバーのシーン別定番曲を調査！             |          | [ 104 ]    |
| 第39話 | 1月26日 | 2:29 - 2:59 | MV撮影に完全密着&高速ダンスで踊ってみた            |          | [ 105 ]    |
| 第40話 | 2月2日  | 1:35 - 2:05 | 究極バランスゲーム! 2択の質問で本性チェック!       |          | [ 106 ]    |
| 第41話 | 2月10日 | 1:35 - 2:05 | バレンタイン企画! お世話になっている人にお菓子作り |          | [ 107 ]    |
| 第42話 | 2月16日 | 1:35 - 2:05 | クイズ！YUIは何と答えた？そして17期企画が始動！    |          | [ 108 ]    |
| 第43話 | 2月23日 | 2:05 - 2:35 | AKB48 17期研究生人間性チェック！                   |          | [ 109 ]    |
| 第44話 | 3月1日  | 2:29 - 2:59 | AKB48 17期研究生人間性チェック！（2）              |          | [ 110 ]    |
| 第45話 | 3月8日  | 1:35 - 2:05 | AKB48 17期研究生人間性チェック！（3）              |          | [ 111 ]    |
| 第46話 | 3月15日 | 1:35 - 2:05 | 17期研究生ダンス審査＆UNLAMEしりとりダンス         |          | [ 112 ]    |
| 第47話 | 3月22日 | 2:29 - 2:59 | 19期研究生デビューの裏側を最速密着！               |          | [ 113 ]    |
| 第48話 | 3月29日 | 1:59 - 2:29 | 念願のかき氷屋ロケでUNLAMEの1年を振り返ろう        |          | [ 76 ]     |

## 放送・配信期間
放送局
| 放送期間                      | 放送日時                     | 放送局            | 対象地域   | 備考   |
| ----------------------------- | ---------------------------- | ----------------- | ---------- | ------ |
| 2023年4月21日 - 2024年3月29日 | 金曜 1:29 - 1:59（木曜深夜） | 日本テレビ（NTV） | 関東広域圏 | 制作局 |

ネット配信
| 配信期間                     | 更新日時     | 配信元                | 備考                                           |
| ---------------------------- | ------------ | --------------------- | ---------------------------------------------- |
| 2023年4月21日 - 2024年4月5日 | 放送終了直後 | TVer・日テレ無料TADA! | 各回配信開始から1週間後の次回放送開始1分前まで |
| 2023年4月21日 -              |              | Hulu                  | 定額見放題（アーカイブ配信あり）               |

## ディスコグラフィ
- 『Your Super Girl』（2023年4月20日リリース）

## スタッフ

### 2024年1月12日放送分以降
- ナレーター：伊藤大海（日本テレビアナウンサー、#41 - 42）
- 構成：渡辺陽介（#21 - 48）
- 技術協力：NiTRO（#1 - 20・22 - 23・27 - 31・35・39・43 - 46）、ヌーベルバーグ（#1 - 15・20・43 - 45）、Daybook（#3 - 19・23・29 - 30・35 - 38・40 - 42・46 - 48）
- 編集：坂井萌（ジーリンクスタジオ、#1 - 23・25 - 48）
- MA：金城徹（ジーリンクスタジオ、#1 - 24・26・28 - 48）
- 音効：本間孝男（東海サウンド）
- 協力：DH[注 6]、東京オフラインセンター（#5 - 48）
- 音源提供：JOYSOUND（#3・7・11 - 12・18 - 20・25・32・34・38・48）
- 宣伝：佐野絵梨
- デスク：二宮愛（#21 - 48）
- ディレクター：岩淵渡、胡桃澤圭、河野拓海（#4・9・13・19・23・29・35・39）、真船潤（#7・12・16・21・25・27・31・40・45・48）、國弘明子（#8・11・17・20・26・32・34・37・43）、田中十萌（#24・28・33・38・42） / 吉末智、近一輝（#7 - 48）、水本尚（#12 - 48）
- プロデューサー：毛利忍、中島裕一朗 / 増田俊二郎、五十嵐邦延、大脇光貴（#21 - 48） / 光畑広大
- 企画・プロデュース：植野浩之（企画→#3以降）
- 制作：南波昌人
- 制作協力：サルベージ
- 製作著作：日本テレビ

### 過去のスタッフ
- ナレーター：山﨑誠（日本テレビアナウンサー、#1 - 7・10・15・28）
- 構成：北原ゆき（#1 - 20）
- TM：望月達史（#1 - 8）、保刈寛之（#9 - 15・20）
- CAM：西阪(坂)康史（#1 - 2・5 - 6・9 - 10・13 - 15）、池田純哉（#3 - 4・7 - 8・11 - 12・20）
- MIX：中村宏美（#1 - 2・5 - 6・9 - 12・20）、伊計大介（#3 - 4・7 - 8・13 - 15）
- VE：柳澤圭佑（#1 - 2）、三崎美貴（#3 - 6）、八谷勇太郎（#7 - 8）、吉﨑慶（#9 - 10・13 - 15）、小峰祐司（#11 - 12）、小山龍一（#20）
- 技術協力：METASIX（#1 - 5）、池田屋（#13 - 20）、サンフォニックス（#18 - 20）、Sala（#32・34）
- 美術：高塚敏史（日テレアート、#1 - 15・18 - 20）
- 編集：杉山久訓（ジーリンクスタジオ、#24）
- MA：窪井皓之助（ジーリンクスタジオ、#25）、原拓也（麒麟スタジオ、#27）
- 衣装協力：Cecilia・Liquem（共に#1 - 20）
- 映像提供：SHOWROOM（#26 - 27）
- デスク：皆川由香（#1 - 20）
- ディレクター：福元洋之（#1 - 4）、吉岡大介（#3）、梅津芳臣（#6）、西岡正純（#22） / 戸澤悠一（#1 - 12）、小山耕志朗（#7 - 11）、山田壮兵（#14 - 40）
- 演出：徳永清孝（#1 - 32）
- プロデューサー：宮本哲也（#1 - 20）

## 一般参加メンバーのその後
| 名前                       | 活動形態及びグループ                                 | 活動の詳細                                                                                               | SNS                                                                |
| -------------------------- | ---------------------------------------------------- | --- | ------------------------------------------------------------------ |
| 最終審査合格(UNLAMEに選抜) |                                                      | |                                                                    |
| 佐藤涼風                   | UNLAME(2023年9月2日プレデビュー)                     | | Instagram @suzuka_unlame TikTok @suzuka_unlame Twitter @Suzuka_26s |
| 中村釉香                   | UNLAME(2023年9月2日プレデビュー)                     | | Instagram @yuuu_p_chan TikTok @unlame_yuka Twitter @Yuuu_p_chan    |
| 最終審査脱落               |                                                      | |                                                                    |
| 田中怜衣                   | アイドル                                             | アイドルグループ「∴ヒロイン転生(読み:ゆえにヒロインてんせい）」の「田仲れい」として2023年11月7日デビュー |                                                                    |
| 永井くるみ                 | アイドル                                             | アイドルグループ「MAPA」の新メンバー「刀歌くる美」として2024年1月13日に加入。                            |                                                                    |
| ROUND3脱落                 |                                                      | |                                                                    |
| 陳佐沙                     |                                                      | | Instagram @sashachen Twitter @sashachen__                          |
| 成石亜里紗                 |                                                      | | Instagram @arisanaruishi Twotter @arisanaruishi                    |
| 古山菜々美                 |                                                      | | Instagram @nanacon.26 Twitter @26Nanacon                           |
| 松本乙華                   |                                                      | |                                                                    |
| 渡邊花恋                   |                                                      | |                                                                    |
| ROUND2脱落                 |                                                      | |                                                                    |
| 岩本愛加                   |                                                      | |                                                                    |
| 柿元礼愛                   | アイドル（SKE48のメンバー 12期生）                   | |                                                                    |
| 加藤美琴                   | 女優                                                 | 舞台「TOARU」出演                                                                                        | Twitter @miconyan__                                                |
| 鹿又茉奈                   |                                                      | |                                                                    |
| 杉井美咲                   | 2023年8月4日 長良プロダクション（nap）所属となった。 | | Instagram @twinklemisaki Twitter @twinklemisaki                    |
| 鈴木愛來                   | アイドル（SKE48のメンバー 12期生）                   | |                                                                    |
| 中森美琴                   | 練習生                                               | オーディション番組「PRODUCE 101 JAPAN THE GIRLS」に参加するも、第2回順位発表式で脱落(最終順位50位)       | Instagram @nakamorimikoto Twitter @nakamoriMikoto                  |
| 西嶋留花                   |                                                      | | Twitter @gari10p9                                                  |
| 畠井心優                   |                                                      | |                                                                    |
| 松浦由依                   |                                                      | | Twitter @yui_oo48                                                  |
| 松尾咲良                   |                                                      | |                                                                    |
| 村上絢葉                   |                                                      | |                                                                    |
| 山崎楓花                   |                                                      | |                                                                    |
| 若林優奈                   | アイドル                                             | アイドルグループ「∴ヒロイン転生(読み:ゆえにヒロインてんせい）」の「花咲結南」として2023年11月7日デビュー | Instagram @yunapyon_.25 TikTok @yuna_pyon Twitter @yunapyon_25     |